# ᱈
Cette page contient des caractères spéciaux ou non latins. S’ils s’affichent mal (▯, ?, etc.), consultez la page d’aide Unicode.
᱈ est un chiffre de l’alphasyllabaire lepcha équivalent au 8 en chiffres arabes.

## Représentations informatiques
| Représentation | Chaînes de caractères | Points de code | Descriptions        |
| -------------- | --------------------- | -------------- | ------------------- |
| ᱈              | ᱈                     | U+1C48         | Chiffre lepcha huit |